# Wereld (aarde)

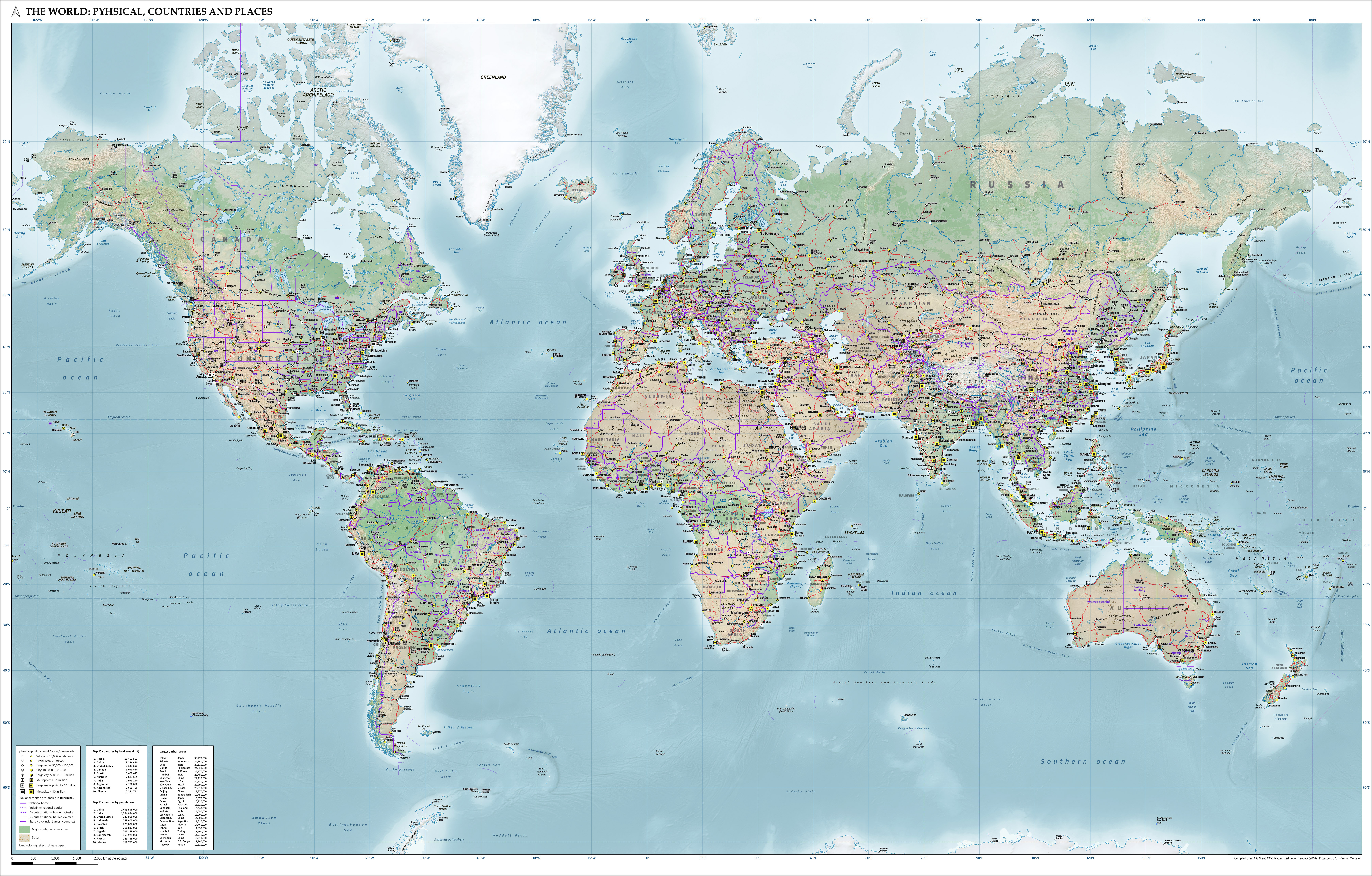
Kaart van de wereld met geografische, politieke en bevolkingskarakteristieken per 2018, in Mercatorprojectie, gebaseerd op CC0 Natural Earth geodata.

Wereld is de antropocentristische benaming voor de aarde, waarbij het niet gaat over de planeet als deel van het heelal, maar over het geheel van de menselijke beschaving die zich op de planeet aarde bevindt, met bijvoorbeeld de verschillende landen, de daarin liggende steden en het internet.
Etymologisch is het woord wereld afkomstig van were, dat man of mens betekent, en eld, dat leeftijd of tijdperk betekent; oorspronkelijk betekent wereld daarom 'tijdperk van de mens'.